# Liste der Monuments historiques in Fresnes-sur-Marne
Die Liste der Monuments historiques in Fresnes-sur-Marne führt die Monuments historiques in der französischen Gemeinde Fresnes-sur-Marne auf.

## Liste der Objekte
| Bezeichnung                              | Beschreibung | Standort                                                     | Kennzeichnung | Schutzstatus | Datum | Bild |
| ---------------------------------------- | --- | ------------------------------------------------------------ | ------------- | ------------ | ----- | ---- |
| Taufbecken und Fragment einer Grabplatte | Taufbecken aus dem 18. Jahrhundert mit einem ovalen Becken, gleichförmiger Fuß und zweiteiligem Holzdeckel als Abdeckung. Das Taufbecken wurde symbolisch auf einem Fragment einer Grabplatte mit einem eingravierten Bildnis eines Ritters aus dem 14. Jahrhundert errichtet. | Am Eingang zum Kirchenschiff in der Kirche St-Sulpice (Lage) | PM77003324    | Inscrit      | 1979  |      |
| Gemälde Christus am Kreuz                | Ölgemälde aus dem 17. Jahrhundert. | in der Kirche St-Sulpice (Lage)                              | PM77000715    | Classé       | 1968  |      |
| Rednerpult mit aufgesetzter Adler-Statue | Ein hölzerner Adler mit ausgebreiteten Flügeln auf einer Kugel stehend als Aufsatz des aus Holz gefertigten und mit Schnörkeln verzierten Rednerpults. Entstehungszeit 18. Jahrhundert.                                                                                        | Im Chor der Kirche St-Sulpice (Lage)                         | PM77003325    | Inscrit      | 1979  |      |
| Zwei Konsolen                            | Die beiden aus dem alten Schloss von Fresnes stammenten Konsolen aus Holz wurden zu beiden Seiten des Altars errichtet. Entstehungszeit 17. Jahrhundert. | Zu beiden Seiten des Altars in der Kirche St-Sulpice (Lage)  | PM77000712    | Classé       | 1908  |      |
| Retabel und Tabernakel des Hauptaltars   | Holz, 18. Jahrhundert | in der Kirche St-Sulpice (Lage)                              | PM77000713    | Classé       | 1908  |      |
| Glocke                                   | Glocke aus Bronze die durch Paulin d'Aguesseau de Fresnes und seiner Frau Gabrielle Anne de La Vieuville auf den Namen Anne getauft wurde. Bezeichnet 1761. | in der Kirche St-Sulpice (Lage)                              | PM77000714    | Classé       | 1942  |      |